# Let It Shine
Let It Shine (Voy a brillar en España) es una película original de Disney Channel de 2012 protagonizada por Tyler James Williams, Trevor Jackson y Coco Jones. La película trata de un tímido y talentoso rapero que escribe versos románticos de hip-hop solo para pasar el tiempo mientras son dados a la chica de sus sueños por un representante, su mejor amigo, en una adaptación de la obra de teatro Cyrano de Bergerac. Fue estrenada en Estados Unidos el 15 de junio de 2012, y fue dirigida por Paul Hoen. Su estreno en Latinoamérica fue el 19 de agosto de 2012 y en España fue el 14 de septiembre del mismo año.

## Historia
La historia se desarrolla en Atlanta, Georgia, con Cyrus DeBarge (Tyler James Williams), que es hijo de un pastor, y su mejor amigo Kris McDuffy (Trevor Jackson) que se conocen desde la infancia y la sensación musical adolescente Roxanne "Roxie" Andrews (Coco Jones), cuyo sello musical está patrocinando un concurso de composición de canciones en un club para adolescentes. Cyrus, que escribe la música bajo el nombre de "Truth", compone un tema escrito desde el corazón y gana el concurso de Roxie, pero para su sorpresa, su obra se atribuye erróneamente a Kris. Al carecer de la confianza de dar un paso adelante, Cyrus se mantiene al margen mientras Kris no sólo se atribuye el mérito de las letras, sino que en última instancia, comienza a ganarse el corazón de Roxanne. Ahora, le toca al verdadero poeta superar la duda, aprovechar la oportunidad para revelar su auténtico ser y seguir sus sueños. Durante todo ese tiempo, Cyrus debe convencer a su padre predicador que el rap puede tener un mensaje positivo.
Cyrus y Roxie se llegan a conocer entre sí y Roxie le dice que ella puede hablar mejor con él que con Kris. Finalmente, el padre de Cyrus llega a apoyarlo después de leer sus letras y revela que es "Truth" a través de una canción. Sin embargo, después de que se sepa que Cyrus es "Truth", Roxie enojada, abofetea a Cyrus y les dice a él y a Kris que se ocupen de sus vidas. Cyrus, entonces, tiene una batalla de rap con Lord of Da Bling, un popular rapero, (Brandon Mychal Smith) y Cyrus gana, después de decirle a todo el público que Lord of Da Bling en realidad no es rico, ya que lo vio conduciendo un taxi. Kris finalmente le dice a Roxie que Cyrus es una gran persona, que sólo fingió que no era "Truth" para hacerle un favor a él y que ellos no trataban de hacerle daño a Roxie; también le dice que Cyrus es real y eso es lo que necesita para estar con ella. Roxie luego va a la iglesia y abraza a Cyrus para quedar como pareja . Ellos cantan "Let it Shine" y termina la película.

## Reparto
- Tyler James Williams como Cyrus "Truth" DeBarge, el principal protagonista de la película. Cyrus es un ayudante de camarero en el club Off the Street, pero él es un aspirante a compositor de rap que va a escribir desde el corazón su música. Cyrus, por último, enfrenta adelante de un público a Bling y lo desenmascara mostrando quien es realmente. Al final se convierte en pareja de Roxie.
- Coco Jones como Roxanne "Roxie" Andrews, una famosa cantante y amiga desde la guardería de Kris y Cyrus. Es el interés amoroso de Cyrus.
- Trevor Jackson como Kris McDuffy, el mejor amigo de Cyrus y el Falso Truth. Él es muy buen bailarín.
- Brandon Mychal Smith como Lord of Da Bling, el principal antagonista de la película. Bling siempre está insultando a Cyrus y a Kris, tratando de que Roxanne caiga en sus brazos. Afirma que es el mejor rapero de Atlanta y en la batalla de rap, afirma que puede ser el mejor rapero del mundo para Roxanne. Cyrus, demuestra quien es realmente, en la batalla de rap al final de la película.
- Nicole Sullivan como Lyla, la representante de Roxanne y la principal estilista.
- Courtney B. Vance como Pastor Jacob DeBarge, el padre de Cyrus, que, en la mayor parte de la película, cree que el rap y el hip-hop deben ser prohibidos en la comunidad. Al final de la película, después de leer las letras de las canciones de Cyrus, acepta el amor de su hijo por el rap/hip-hop y lo apoya.
- Algee Smith como Da Boss, otro rapero que Lord of da Bling vence en el "Rap Grand Slam".
- Robert Bryce Milburn como M.C.
- Shay Roundtree como Anfitrión de la Batalla de Rap.
- Hans Daniels como Phantom.

## Producción
La banda sonora de la película incluye 13 canciones originales de reconocidos productores musicales/compositores/intérpretes como Rock Mafia, Toby Gad, David Banner, Antonina Armato, Andy Dodd, In-Q, Adam Hicks, Tim James, Lindy Robbins, Dapo Torimiro, y Adam Watts.
La película se rodó en Atlanta y Marietta, Georgia. El DVD fue lanzado el 18 de agosto de 2012.

## Curiosidades
Esta película tiene varias similitudes con Footloose debido a que ambos tratan de que el pastor del pueblo prohíbe algún género musical, en esta se prohíbe el rap y el hip hop y en Footloose se prohíbe el baile y el rock and roll y en ambos casos terminan aceptandolo.

## Lanzamiento internacional
| País/Región                                                                                          | Cadena                         | Fecha de estreno | Título según el país                                                             |
| --- | ------------------------------ | --- | -------------------------------------------------------------------------------- |
| Estados Unidos                                                                                       | Disney Channel                 | 15 de junio de 2012 (Con un adelanto de Gravity Falls) 30 de junio de 2012(Let It Shine: Rap Battle Edition) 8 de julio de 2012(Let it Shine: In the Spotlight Edition) 7 de agosto de 2012 en Disney DVD | Let It Shine                                                                     |
| Canadá                                                                                               | Family                         | 15 de junio de 2012 (Con un adelanto de Gravity Falls) 30 de junio de 2012(Let It Shine: Rap Battle Edition) 8 de julio de 2012(Let it Shine: In the Spotlight Edition) 7 de agosto de 2012 en Disney DVD | Let It Shine                                                                     |
| Reino Unido Irlanda                                                                                  | Disney Channel UK              | 20 de julio de 2012 (Con un adelanto de Gravity Falls) 17 de agosto de 2012('Let It Shine: Rap Battle Edition)                                                                                            | Let It Shine                                                                     |
| Australia Nueva Zelanda                                                                              | Disney Channel Australia       | 28 de septiembre de 2012 Let It Shine: Rap Battle Edition) | Let It Shine                                                                     |
| Países Bajos                                                                                         | Disney Channel Países Bajos    | 23 de noviembre de 2012 | Let It Shine                                                                     |
| India                                                                                                | Disney Channel India           | 8 de septiembre de 2012 (Con un adelanto de Gravity Falls) | Let It Shine                                                                     |
| Japón                                                                                                | Disney Channel Japón           | 15 de septiembre de 2012 | レット･イット･シャイン                                                           |
| Turquía                                                                                              | Disney Channel Turquía         | 8 de septiembre de 2012 | Işığın Parıldasın                                                                |
| España                                                                                               | Disney Channel España          | 14 de septiembre de 2012 | Voy a brillar                                                                    |
| Portugal                                                                                             | Disney Channel Portugal        | 14 de septiembre de 2012 | Vou Brilhar!                                                                     |
| República Checa                                                                                      | Disney Channel República Checa | 8 de septiembre de 2012 | Vnitřní zář                                                                      |
| Bulgaria                                                                                             | Disney Channel Bulgaria        | 8 de septiembre de 2012 | Нека да блести                                                                   |
| Polonia                                                                                              | Disney Channel Polonia         | 8 de septiembre de 2012 | Let It Shine                                                                     |
| Hungría                                                                                              | Disney Channel Hungría         | 8 de septiembre de 2012 | Hadd soul-jon                                                                    |
| Ucrania                                                                                              | Disney Channel Ucrania         | 8 de septiembre de 2012 | Засвітись                                                                        |
| Brasil                                                                                               | Disney Channel Brasil          | 19 de agosto de 2012 (Con un adelanto Gravity Falls) 16 de septiembre de 2012(Let It Shine: Rap Along) | Let It Shine                                                                     |
| Argentina · Paraguay · México · Colombia · Perú · Ecuador · Chile · República Dominicana · Venezuela | Disney Channel Latinoamérica   | 19 de agosto de 2012 (Con un adelanto Gravity Falls) 16 de septiembre de 2012(Let It Shine: Rap Along) | Let It Shine                                                                     |
| Guatemala                                                                                            | Disney Channel Latinoamérica   | 11 de noviembre de 2012 | Let It Shine                                                                     |
| Arabia Saudita                                                                                       | Disney Channel Medio Oriente   | 24 de agosto de 2012 (Con un adelanto Gravity Falls) | Let It Shine (en Middle East y Audio en inglés) Låt det Shine (en Audio Swedish) |
| Grecia                                                                                               | Disney Channel Grecia          | 9 de octubre de 2012 (Con un adelanto Gravity Falls) | Αφήστε να λάμψει                                                                 |
| India                                                                                                | Disney Channel India           | 13 de julio de 2012 | Let It Shine                                                                     |
| Francia                                                                                              | Disney Channel Francia         | 13 de noviembre de 2012 | Let it Shine                                                                     |
| Bélgica                                                                                              | Disney Channel Bélgica         | 23 de noviembre de 2012 | Let It Shine                                                                     |
| Italia                                                                                               | Disney Channel Italia          | 19 de enero de 2013 | Let it Shine                                                                     |
| Alemania                                                                                             | Disney Channel Alemania        | 2012/2013 | –                                                                                |